# Евсевиев, Геннадий Николаевич
Геннадий Николаевич Евсевиев (1880, Кизнер, Малмыжский уезд, Вятская губерния — 15 января 1938, Куйбышев) — священнослужитель Русской православной церкви, протоиерей, настоятель Успенского собора в Хабаровске (1909—1929); член Поместного Собора Православной российской церкви (1917—1918).

## Биография
Родился в 1880 году в селе Кизнер, Малмыжского уезда Вятской губернии в семье священника. Окончил Вятскую духовную семинарию (1900). Обвенчан с дочерью священника В. К. Поповой (1901).
Иерей в Свято-Троицком храме села Дебёсы Сарапульского уезда Вятской губернии (1901). Ключарь (1908), затем настоятель Успенского собора в Хабаровске, катехизатор 9-го участка городского благочиния (1909), законоучитель в Гоголевском городском приходском училище (1910), протоиерей, председатель Нижне-Амурского отделения Благовещенского епархиального училищного совета (1912) и совета Благотворительного общества при соборе (1914), законоучитель в Хабаровском учительском институте, член Иоанно-Богословского братства и ревизионной комиссии Пчеловодного товарищества духовенства 9-го благочиннического округа епархии (1916).
Награждён орденом святой Анны III степени и наперсным крестом (1917).
В 1917 году член Поместного Собора Православной российской церкви по избранию как клирик от Благовещенской епархии, участвовал в 1-й сессии, член III, V, VII, XVII отделов.
В 1929 году священник Посьетского молельного дома во Владивостоке. Приговореён к 3 годам лишения свободы за «антисоветскую агитацию».
В 1931 году арестован в Дальлаге за «контрреволюционную деятельность в составе тихоновского духовенства и монашества Дальневосточного края». В 1932 году приговорён к 3 годам ИТЛ с поглощением оставшегося срока по первому приговору.
В 1933 году настоятель Михаило-Архангельского храма в Чите. Был снова арестован, но через месяц освобожден.
В 1937 году настоятель Петропавловского храма в Куйбышеве. По обвинению в «шпионаже и контрреволюционной организационной деятельности» расстрелян.